# Lotten von Düben

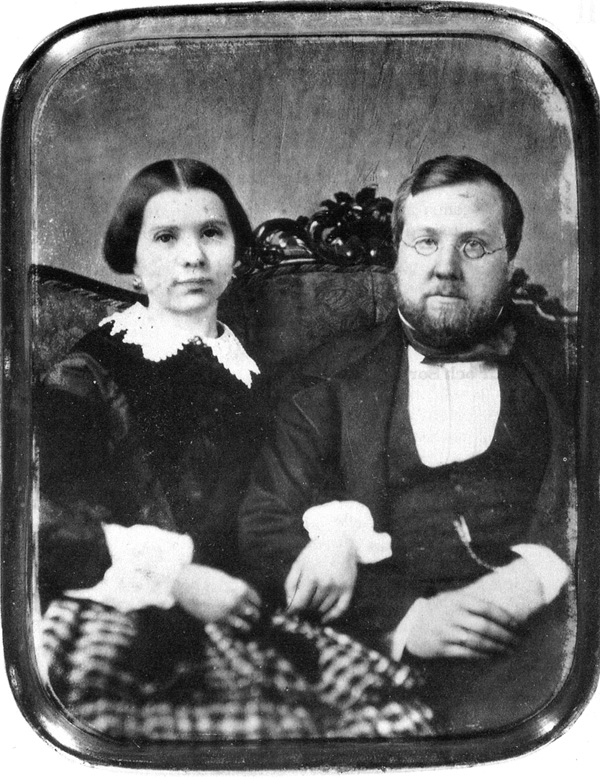
Lotten von Düben mit ihrem Ehemann, 1860

Carolina Charlotta Mariana von Düben (* 23. November 1828 in Söderby, Schweden; † 25. Dezember 1915 in Södermanland, Schweden) war eine schwedische Fotografin. Sie war eine Pionierin der Reportage- und Dokumentarfotografie in Schweden.

## Leben und Werk

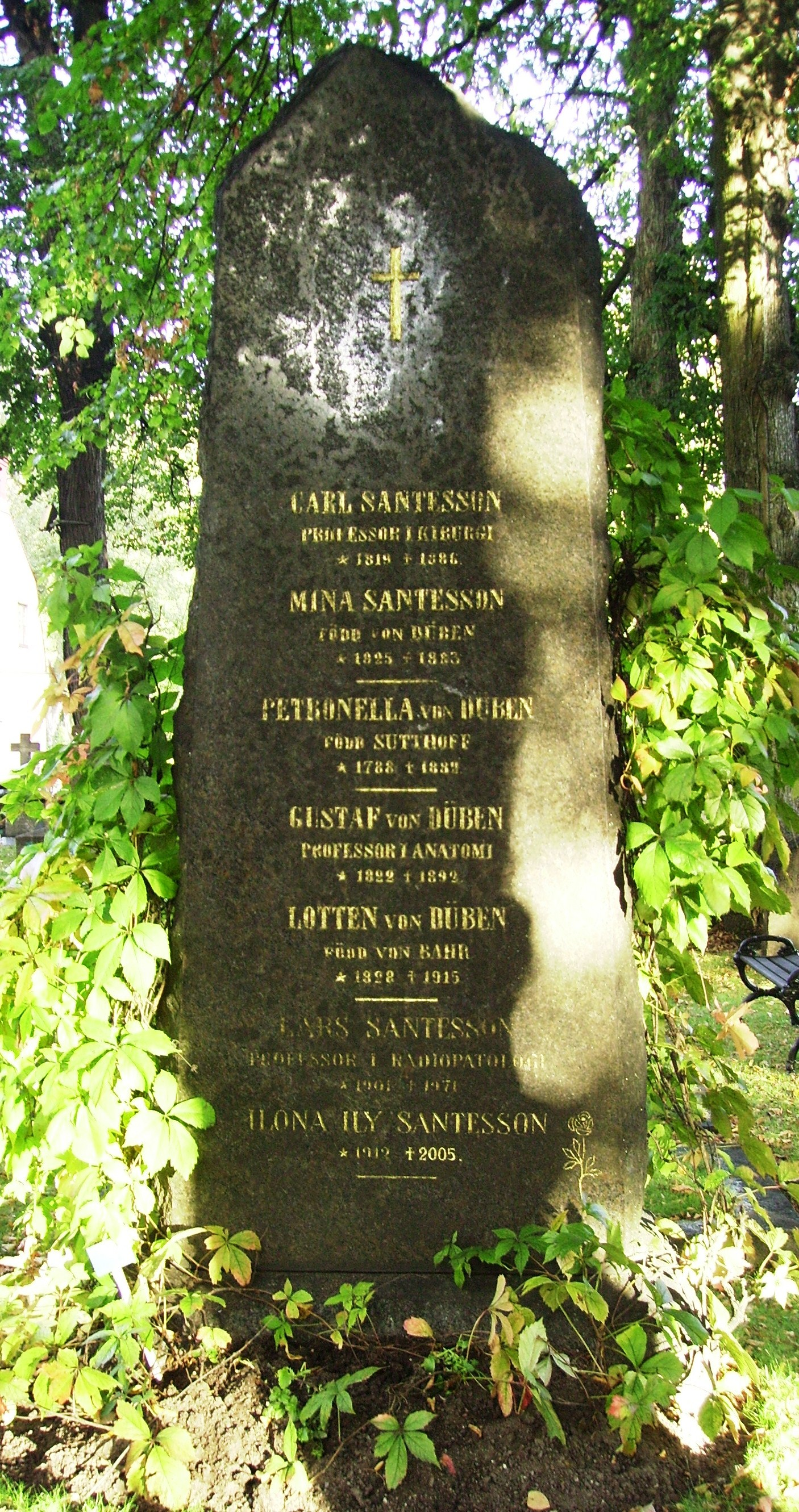
Bild des Grabsteines auf dem Solna-Friedhof

Von Düben war das dritte Kind von sechs Kindern der Freiin Eva Carolina Åkerhielm af Margretelund und Major Robert von Bahr. Sie wuchs auf den Familienhöfen Söderby und Margretelund in Uppland auf und wohnte im Winter mit der Familie in der Klara Strandgata in Stockholm.
1857 heiratete von Düben den Arzt, Anthropologen und Professor am Karolinska-Institut Gustaf von Düben, auf die Adelsgeschlecht Düben, mit deutschem Ursprung. Dieser hatte am Institut ein anatomisches Museum eingerichtet, wo es eine Sammlung samischer Schädel gab, die in der rassenbiologischen Forschung verwendet wurden. Von der Kraniologie erhoffte man sich die Beantwortung grundlegender Fragen zur gemeinsamen Geschichte und Abstammung der Völker. Gustaf von Düben wollte die Schädelforschung durch Beschreibungen des Lebens der Samen ergänzen und sammelte während der Reisen nach Lappland 1868 und 1871 dafür Material.
1861 wurde im Karolinska-Institut ein Studio für wissenschaftliche, medizinische Fotografie eingerichtet. Es wird vermutet, dass von Düben Zugang dazu hatte, das fotografische Handwerk aber von einer Verwandten erlernte, die über ein Fotostudio mit der nötigen Ausrüstung verfügte.

## Lapplandreisen und Fotodokumentation
Von Düben begleitete ihren Mann nach Lappland als Fotografin. Die erste Reise startete im Juli 1868 in Stockholm mit dem Hauptziel Kvikkjokk und dauerte mehr als zwei Monate. Die Kameraausrüstung war sehr schwer und umfangreich und benötigte zeitweise zehn bis zwölf Träger.
Anders als bei der früheren fotografischen Technik, der Daguerreotypie, konnte van Düben eine unbegrenzte Anzahl von Kopien der Fotografien herstellen. Um die Glasplatten für die Fotografie vorzubereiten, wurden diese mit Kollodium befeuchtet. Die Präparation musste im Dunkeln stattfinden, und so führte von Düben auf ihren Reisen ein Dunkelkammerzelt mit. Die Glasplatte wurde in eine Holzkassette mit Schutzdeckel gelegt, die während der Belichtung geöffnet wurde. Die Platte musste entwickelt werden, solange sie noch feucht war. Von Düben verwendete auch eine Stereokamera, da stereoskopische Bilder sehr beliebt waren. Die Stereokamera könnte eine P. Meaghers Tourist Binocular-Kamera gewesen sein, die ein durch eine Zwischenwand geteiltes Balgengehäuse besaß. Die Trennwand konnte herausgenommen werden, wenn man die ganze Platte im Format 12,7 × 19,1 cm nutzen wollte.
Eines der Ziele der Lapplandreisen war es, eine fotografische Grundlage für Studien der samischen Bevölkerung zu erhalten. Von derselben Person wurde ein Bild von vorne und eines im Profil angefertigt. Zu den Fotografien wurden Notizen über die Namen und Herkunft der Personen, den Ort der Fotografie und andere interessante Dinge notiert. Die Bilder wurden nicht retuschiert, was sonst üblich war.
Bei der zweiten Lapplandreise im Sommer 1871 fuhr von Düben mit der Gruppe mit dem Boot nach Piteå. Die Forschungsgruppe blieb drei Wochen in Sorsele und besuchte auch Ammarnäs, wo sich die Samen zu Hochzeiten und Taufen versammelten. Dem Ehepaar von Düben war bewusst, dass die Samen sich nicht in ihren schönsten Kleidern und Schmuckstücken fotografieren lassen wollten, denn falls die Behörden die Bilder sahen und die Samen dann für reicher hielten, als sie es tatsächlich waren, würden diese sie deshalb stärker besteuern. Nach Ammarnäs reiste die Gruppe weiter nach Arjeplog.
Bei der zweiten Reise hatte von Düben neben einer Stereokamera eine größere Kamera mit Nassplatten im Format 20 × 13,3 cm zur Verfügung. Die Fotografien dienten dann als Vorlagen für die Holzschnitte und Lithografien, die das Buch ihres Mannes illustrierten, welches 1873 erschien.
Von Düben machte auf beiden Expeditionen viele Naturfotos und war eine der ersten, die die schwedischen Berge und die großen Wasserfälle Harsprånget und Stora Sjöfallet dokumentierten, die es in der damaligen Form heute nicht mehr gibt.
In Stockholm stellte von Düben Alben mit Bildern von den Reisen zusammen und verschenkte diese Alben an ihre Freunde. Die meisten Originalfotografien befinden sich in den Sammlungen des Nordischen Museums in Stockholm. Neunundfünfzig Negative sind in der Universitätsbibliothek Uppsala erhältlich.
Sie fertigte darüber hinaus auch einige Aufnahmen von Verwandten ihres Mannes an, die in samische Trachten gekleidet wurden und Positionen einnahmen, als wenn sie auf Skiern ständen oder auf einer Bank säßen. Artur Hazelius verwendete 1874 ihre Fotografien für die Dioramen seiner ethnografischen Sammlung. Auch die Gesichter der hierfür gefertigten Figuren wurden von dem Bildhauer Carl August Söderman nach ihren Fotografien modelliert. Die Dioramen wurden später auf der Weltausstellung Paris 1867 und der World’s Columbian Exposition 1893 in Chicago gezeigt. Von Dübens Fotografien dienten auch als Vorlagen für das zweibändige Werk des französischen Anthropologen Paul Belloni Du Chaillu The land of the midnight sun (1884).

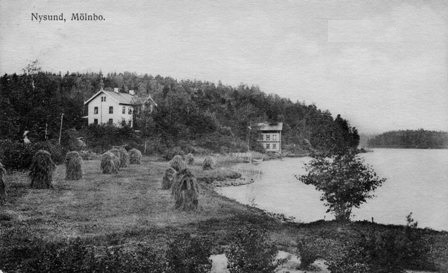
Landschaftsbild von Nysund, frühes 19. Jahrhundert

1887 zogen Lotten von Düben und ihr Mann nach seiner Pensionierung auf ihr Anwesen Nysund in Södermanland. Die Schädelsammlung wurde 1891 durch einen Brand zerstört.
Von Düben lebte bis zu ihrem Tod 1915 im Alter von 87 Jahren in Nysund in der Gemeinde Vårdinge. Sie ist auf dem Solna-Friedhof begraben.

## Fotogalerie
Die folgenden Fotografien wurden von Lotten von Düben während ihrer Reisen 1868 aufgenommen:

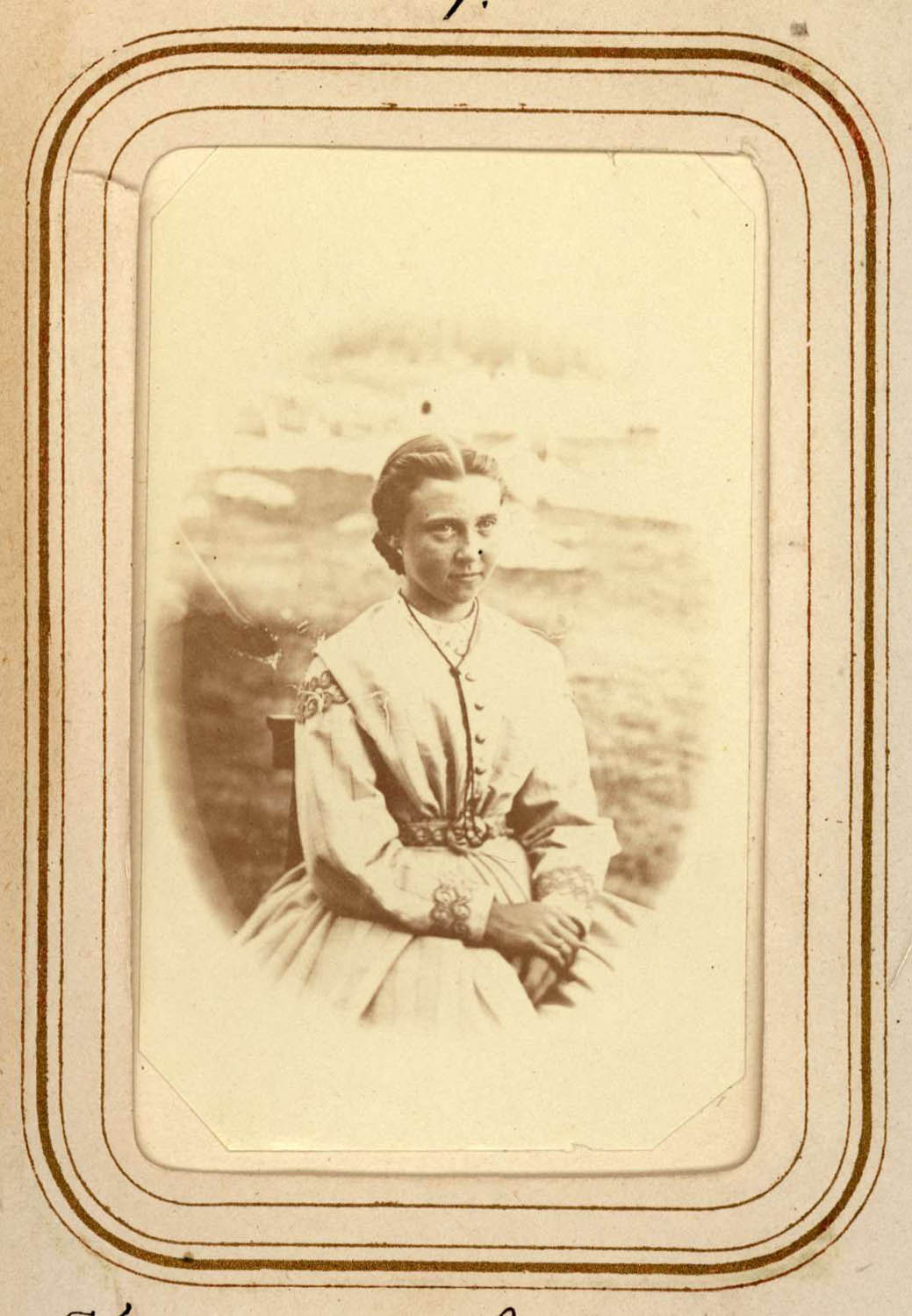
Maria Laestadius
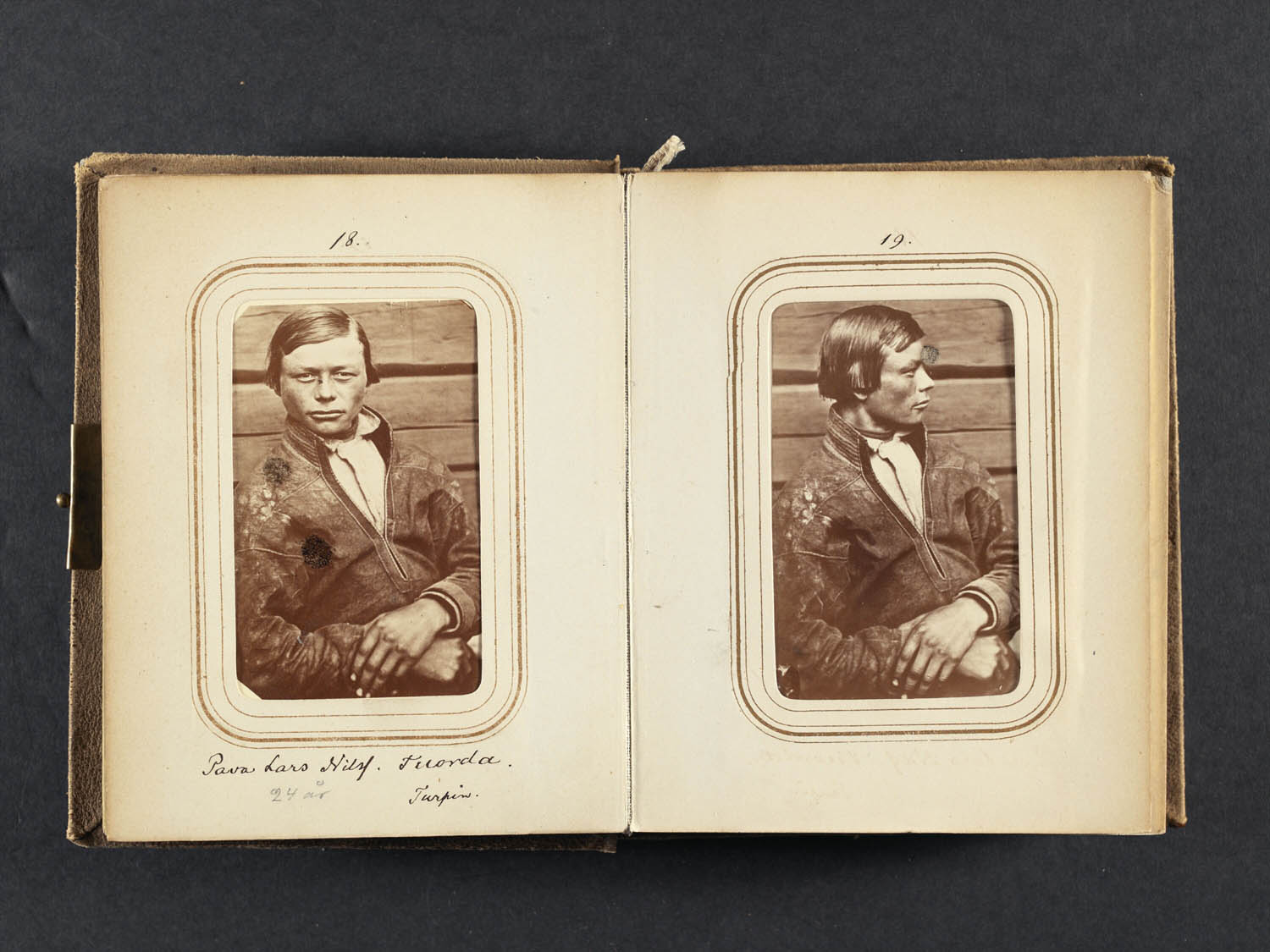
Profilporträt von Pava Lars Nilsson Tuorda
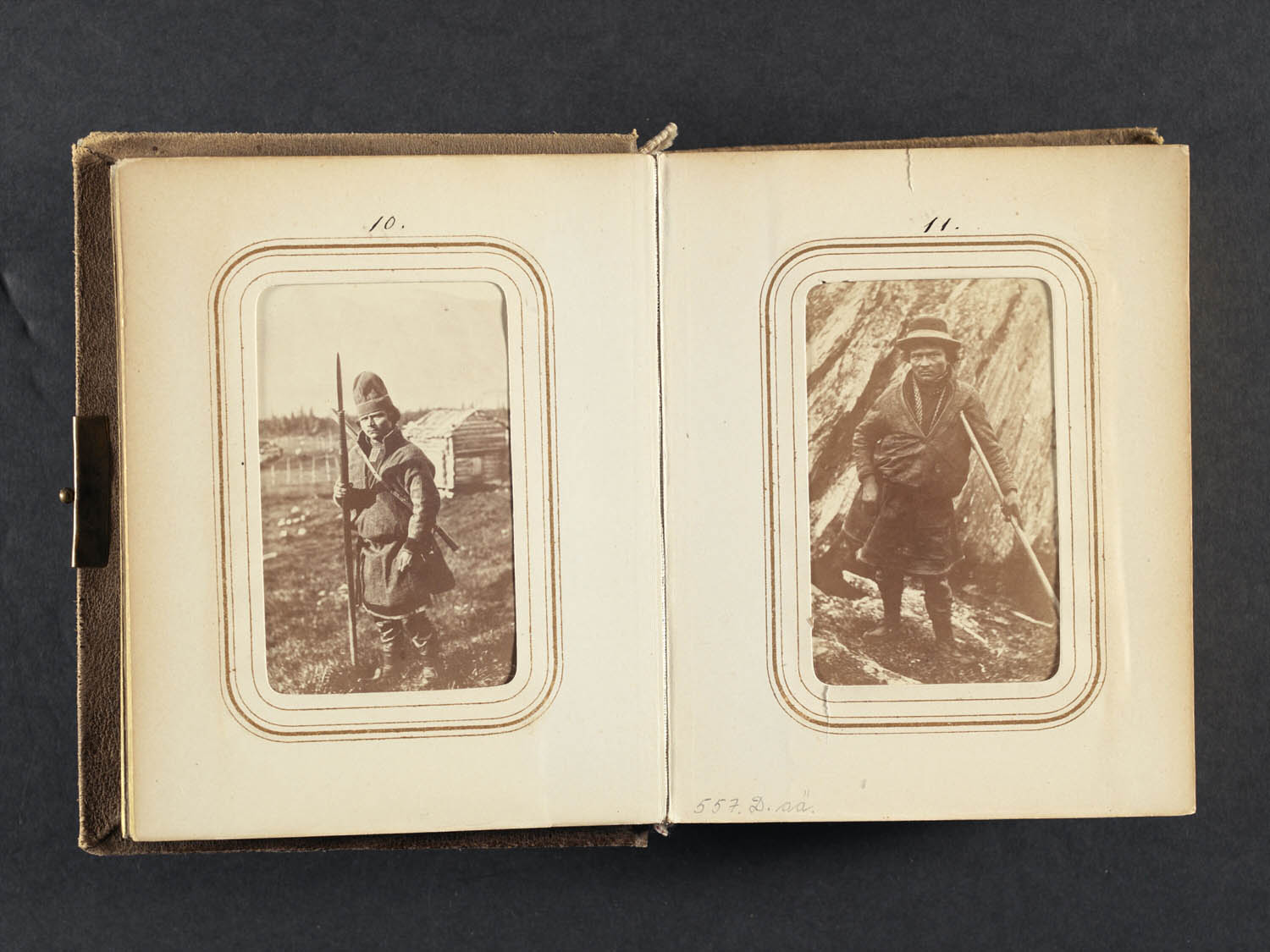
Aus Lotten von Dübens Fotoalbum, 1868
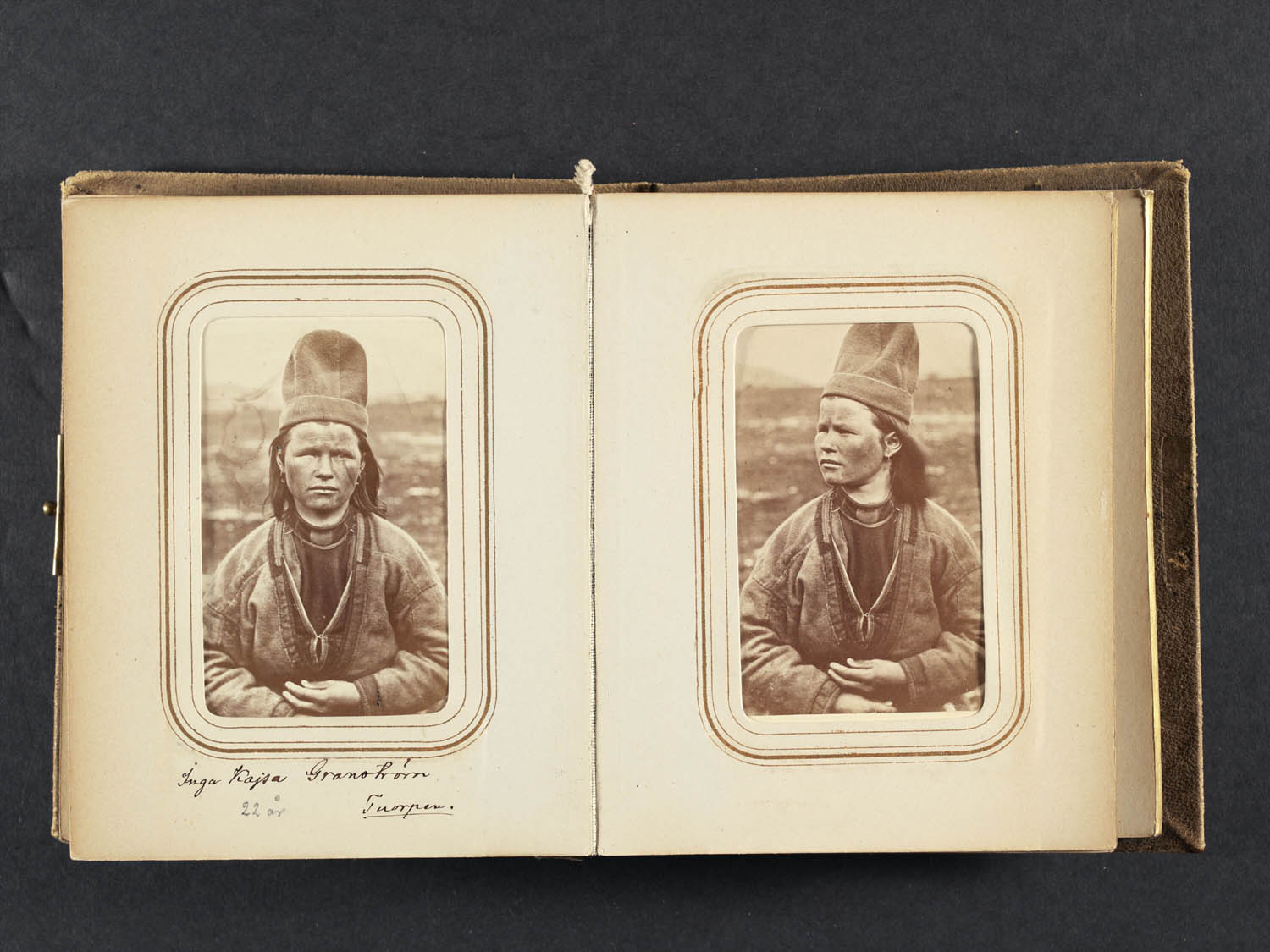
Profilporträt von Inga Kajsa Granström
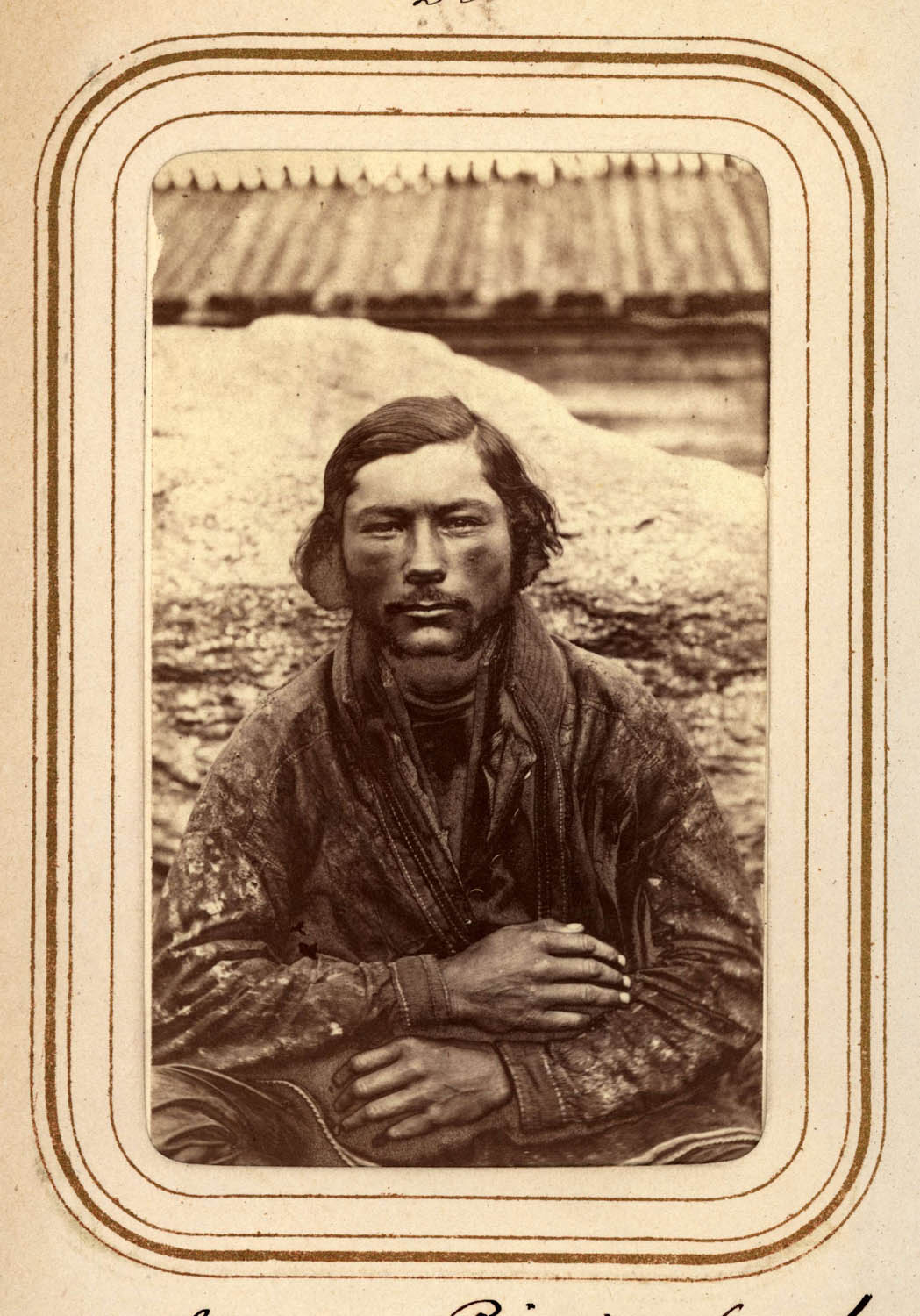
Porträt von Amma Pirkit Larsson
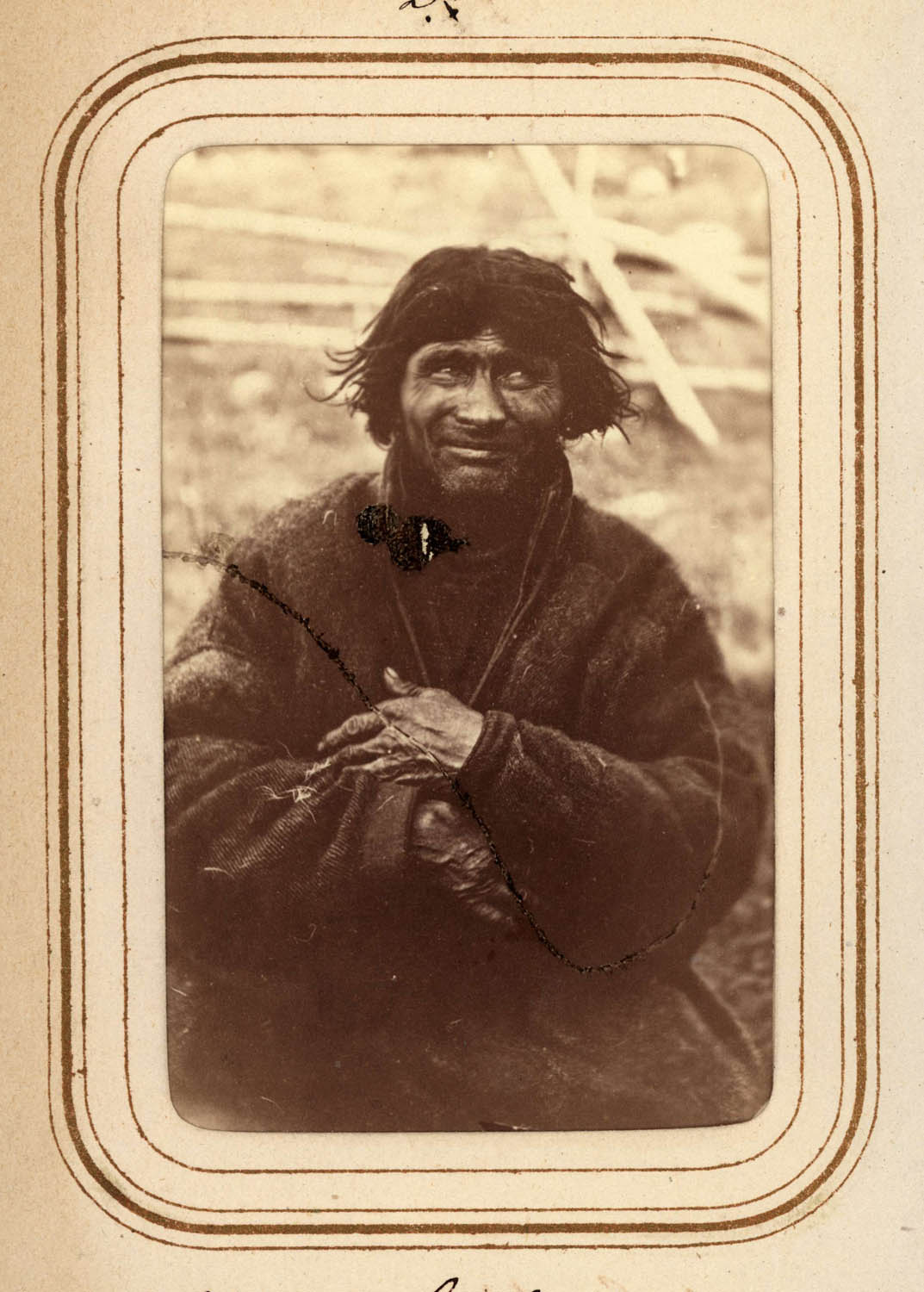
Porträt von Nicka Gruvvisare
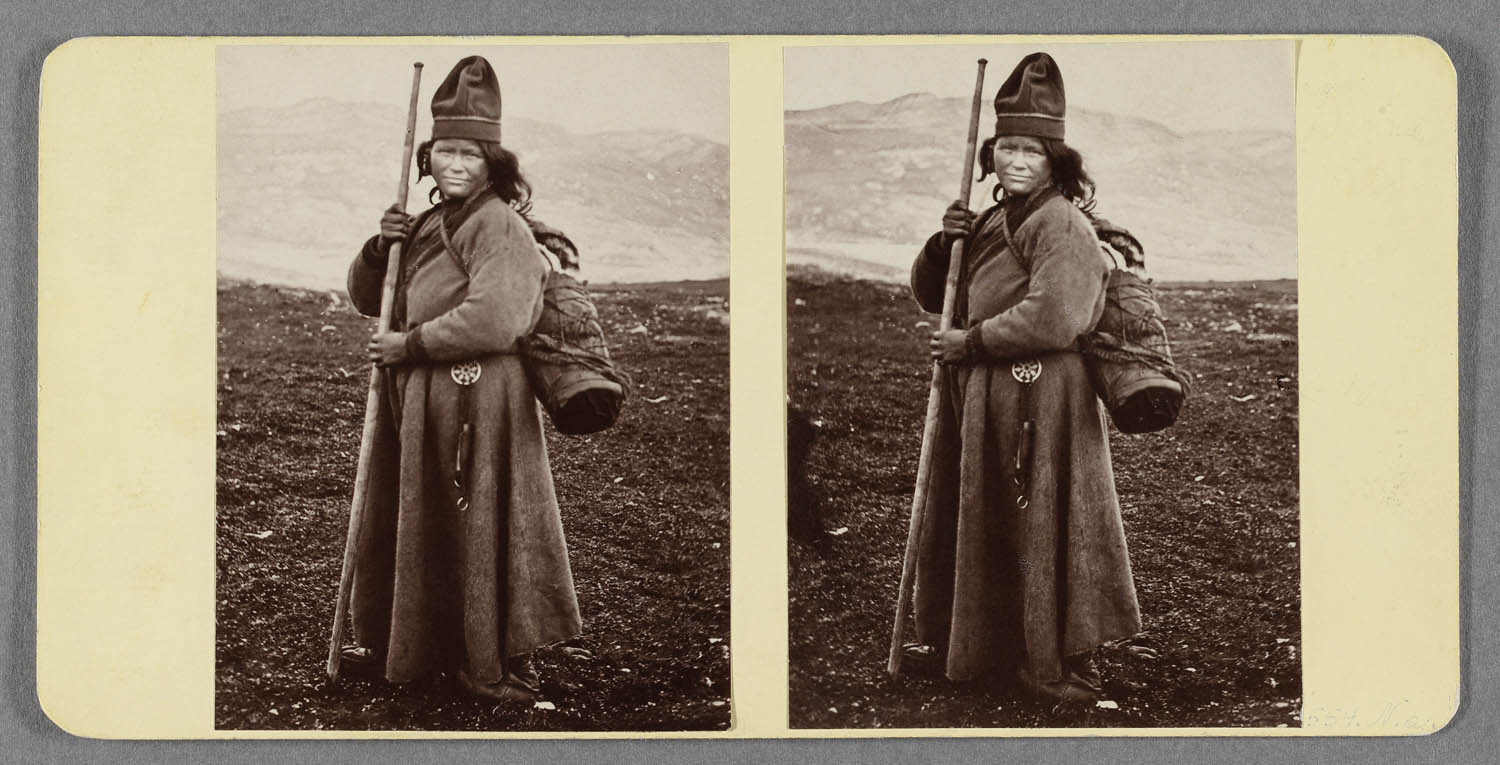
Stereoskopbild von Eva Brita Mulka mit  Kind auf dem Rücken